# Leptogaster cheriani
Leptogaster cheriani är en tvåvingeart som beskrevs av Stanley Willard Bromley 1938. Leptogaster cheriani ingår i släktet Leptogaster och familjen rovflugor. Inga underarter finns listade i Catalogue of Life.